# Raymond Durand (diplomate)
Pour les articles homonymes, voir Raymond Durand et Durand.
Raymond Durand, né le 4 novembre 1786 à Montpellier et mort le 27 avril 1837 à Lunel-Viel, est un diplomate français, consul de France notamment à Barcelone, Porto, Venise et Varsovie.

## Biographie
Issu d’une très riche famille de négociants en grains du Languedoc, fils ainé de Marie Pauline de Barbeyrac et de Jean-Jacques Durand, président à la Cour des comptes de Montpellier, qui fut élu maire de cette ville aux premiers jours de la Révolution, avant d’être guillotiné sous la Terreur pour fédéralisme.
Privé de l’héritage paternel par les lois de confiscation révolutionnaires, il alla, encore adolescent, secondé par de riches parents possédant des établissements à Montpellier, Perpignan, Marseille et Paris, fonder une maison de commerce à Barcelone. Alors qu’il n’avait pas encore atteint l’âge de vingt-quatre ans, on lui confia la présidence du tribunal de commerce, et bientôt après délégué par le commerce de Catalogne, il se rendit à Paris auprès du gouvernement impérial, chargé de la défense des intérêts les plus importants et révéla, dans le cours des négociations qui formaient l’objet de cette mission, son penchant pour la carrière publique. Ayant fait passer, lors des Cent-Jours, le duc d’Angoulême en exil de Sète à Barcelone sur l’un de ses navires marchands, ce dernier recommanda, à la Restauration, que Durand soit nommé consul de France dans cette ville en remplacement du précédent qui avait pris le parti de l’Empereur. Il céda alors l’établissement commercial qu’il avait créé à Barcelone à l’un de ses frères et entra définitivement dans la carrière diplomatique. Le 14 juillet 1808, il épousait la veuve espagnole d’un officier français, Josephine Cutita, dont il eut deux fils, Marcellin et Alphonse, tous deux nés l’année suivante, avant de se séparer d’elle en 1814:4-10.
Le 30 octobre 1816, il passa, par décision royale, du consulat de Barcelone à celui de Porto, poste qu’il occupa huit ans jusqu’à sa suppression, le 15 décembre 1824. Il fut alors nommé consul à Venise, et la Légion d’honneur lui fut également accordée:11-12. Il remplit sa fonction à l’entière satisfaction du ministère des Affaires étrangères, mais il y resta moins de deux ans lorsque Charles X décida, en 1826, d’attribuer ce poste à certain Mimaut, prévu à l’origine pour un poste à Varsovie, mais qui put en commuter pour un poste plus en vue à Venise. Durand fut donc nommé, à sa place, consul de France à Varsovie, avec un salaire annuel de 11 000 francs, le 19 juillet 1826. Il devait revenir en France, en avril 1830, pour se présenter aux élections, mais il finit par rester à Varsovie, manquant la Révolution de Juillet qui le maintint à son poste, en dépit d’une méfiance initiale de la part du nouveau gouvernement, de telle sorte que, présent à Varsovie lors de l’insurrection de novembre 1830 contre la domination de la Russie, cet évènement fit bientôt de lui, de façon inattendue, l’un des principaux diplomates français.

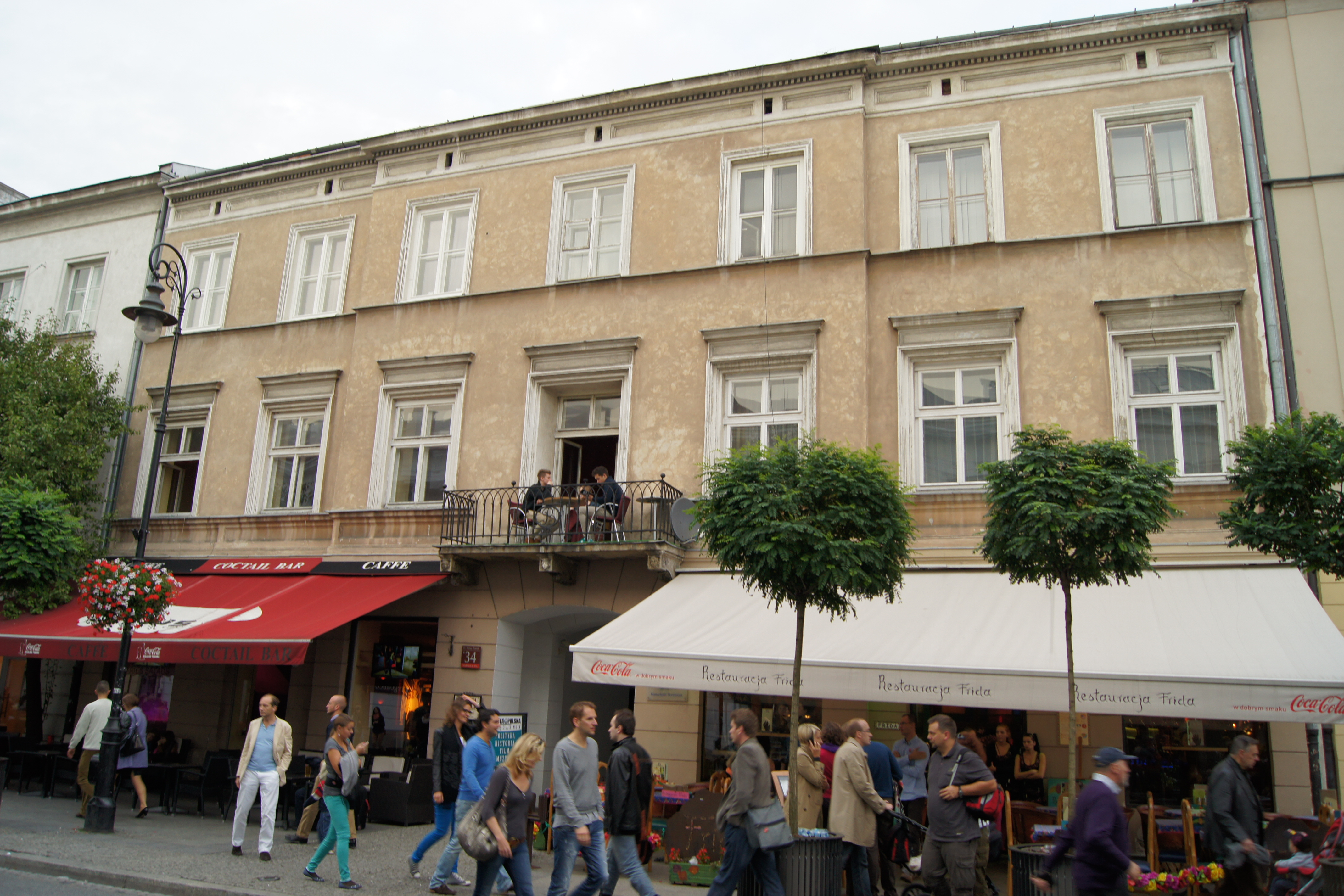
Vue actuelle du Consulat de France au XIXe siècle, au 34 de la rue Nowy Świat.

Pendant les deux années que dura la guerre polono-russe, il ne quitta pas le théâtre des événements. Placé dans la position la plus délicate, il se trouva d’abord en butte aux préventions les plus injustes, et la tribune de la Chambre des députés devint bientôt l’écho des attaques qui avaient retenti à la diète de Pologne, mais on ne tarda pas à reconnaitre que plein d’une sympathie éclairée pour une nation malheureuse, il avait obéi à un devoir impérieux, en refusant d’entretenir de funestes illusions par un langage opposé au rôle de neutralité que lui prescrivaient ses instructions:11-12. Durand donna, dans cette importante mission, des preuves non équivoques d’une haute capacité, et s’attacha à faire connaitre au gouvernement, sous leur jour véritable, les phases diverses de la révolution dont il était témoin.
Cette correspondance consciencieuse et détaillée, dont le recueil formerait sans doute la meilleure histoire de la guerre polono-russe de 1830-1831, lui couta néanmoins de nombreuses veilles, ainsi que beaucoup d’inquiétudes et d’émotions qui, jointes à l’influence d’un climat rigoureux, ne furent pas sans atteindre sa santé de façon irréparable. Aussi, à dater de cette époque, il éprouva des attaques d’apoplexie, dont le retour devint plus fréquent au commencement de 1837. Cédant alors aux instances des médecins qui ne voyaient pour lui de chance de salut que dans un prompt retour au pays natal, il quitta donc ce pays, où il s’était lié d’amitié avec de nombreuses personnalités de son époque, parmi lesquelles le prince Czartoryski, Nicolas Chopin, Philippe de Girard ou les généraux Bontemps et Mallet, mais trop tard car, deux jours après son arrivée à Montpellier, il succomba à une dernière attaque, qui, cette fois, l’emporta. Inhumé au cimetière de l’Hôpital Général de Montpellier, ses cendres furent transférées au cimetière Saint-Jean, lors de la destruction de ce cimetière, dans les années 1960:4-10.

## Sources
- A. Gaillard, Archives du Commerce : et de l’Industrie agricole et manufacturière, t. 19, Paris, Moreau et Bruneau, 1837, 284 p., in-8° (OCLC 504195347, lire en ligne), p. 90-1.